# Lapis auspicatus
En la Antigua Roma, se llamaba lapis auspicatus a una piedra consagrada que echaba en los cimientos de todo edificio público, principalmente en los templos, monumentos, etc. 
En ella, solía haber una inscripción en la que figuraban las circunstancias particulares de la erección del edificio de cuya costumbre se conserva aún entre nosotros la colocación de la primera piedra. Lapis auspicatus sería pues la piedra colocada después de haber escuchado los auspicios de las divinidades protectoras.